# Terra de Berchtesgaden
Terra de Berchtesgaden (em alemão:  Berchtesgadener Land) é um distrito da Alemanha, na região administrativa da Alta Baviera, estado da Baviera.

## Cidades e Municípios
- Cidades:

1. Bad Reichenhall
2. Freilassing
3. Laufen

- Municípios:

1. Ainring
2. Anger
3. Bayerisch Gmain
4. Berchtesgaden
5. Bischofswiesen
6. Marktschellenberg
7. Piding
8. Ramsau
9. Saaldorf-Surheim
10. Schneizlreuth
11. Schönau am Königssee
12. Teisendorf